# Трифунович, Владимир
Владимир Трифунович (серб. Владимир Ч. Трифуновић, Vladimir Č. Trifunović, род. 2 ноября 1921, Лозница, Югославия) — югославский селекционер растений.

## Биография
Родился 2 ноября 1921 года в городе Лозница. В 1945 году поступил в Белградский университет, который он окончил в 1949 году. В 1949 году устроился на работу в Институт кукурузы в Земун-Поле и проработал научным сотрудником вплоть до 1959 года. С 1959 по 1971 год руководил отделом селекции и генетики, также занимал должность заместителя директора. В 1971 году был избран директором данного института, одновременно с этим в это же самое время был избран директором Центра по исследованию развития сельского хозяйства Сербии, который объединяет 27 НИИ. Дальнейшая судьба неизвестна.
В настоящее время на пенсии.

## Научные работы
Основные научные работы посвящены генетике, селекции и семеноводству кукурузы. Автор 45 районированных гибридов кукурузы, из которых гибриды ЗП-46А, ЗП-580, ЗП-48А и СК-1 возделываются в различных зонах Югославии и в других странах. В СССР в условиях юга Казахстана и Узбекистана их урожай достигает 120-130 ц/га. Автор фундаментальных исследований по использованию цитоплазматической мужской стерильности при производстве гибридных семян кукурузы.

## Членство в обществах
- Иностранный член ВАСХНИЛ (1978-92).
- Председатель Южного комитета европейской научной ассоциации по селекции растений «ЕУКАПИЯ».